# Don Clark (Eishockeyfunktionär)
Donald M. Clark (* 25. Mai 1915 in Kensal, North Dakota; † 17. Mai 1999 in Cumberland, Wisconsin) war ein US-amerikanischer Eishockeyfunktionär. Lange Jahre war er im Eishockeyverband von Minnesota und der Vereinigten Staaten tätig. 

## Leben
Clark wuchs in Faribault im Bundesstaat Minnesota auf. Schon in seiner Jugendzeit war er sportbegeistert und spielte nach der Highschool Eishockey und Baseball im Amateurbereich. 1941 machte er seinen Abschluss an der University of Minnesota in Milchwirtschaft.
1947 gründete er zusammen mit Robert Ridder und Everett „Buck“ Riley die Minnesota Amateur Hockey Association (MAHA). Bis zu seinem Lebensende war er in unterschiedlichen Funktionen für die MAHA tätig. Lange Jahre war er Schriftführer/Schatzmeister, in den Jahren 1954 bis 1957 war er Präsident. 1952 veranstaltete er das erste staatsweite Bantam-Turnier in Minnesota, das erste solche Turnier in den Vereinigten Staaten.
1958 war er Manager der US-Nationalmannschaft. In der Saison 1959/60 gewann er als Manager mit den Green Bay Bobcats den Titel der United States Hockey League (USHL). Von 1958 bis 1978 war er Vizepräsident der Amateur Hockey Association of the United States (später USA Hockey) und gehörte lange Zeit dem U.S. Olympic Hockey Committee an. Mehrere Jahre war er zudem Präsident der United States Hockey Hall of Fame in Eveleth.
Clark war einer der führenden Eishockeyhistoriker in den Vereinigten Staaten. Er sammelte zahlreiche Informationen, Dokumente und Fotografien und arbeitete zu diesem Thema unter anderem an der Encyclopædia Britannica mit. 1975 wurde Clark mit der Lester Patrick Trophy ausgezeichnet. Seit 1978 ist er Mitglied der United States Hockey Hall of Fame. Der Clark Cup ist seit der Saison 1979/80 die Auszeichnung für den Gewinner der Playoffs in der USHL.